# Saadat Dałgatowa
Saadat Gadżyjewna Dałgatowa z d. Abdułajewa (ros. Саадат Гаджиевна Далгатова (Абдулаева); ur. 30 października 1988 r. we wsi Tanusi w Dagestanie) – rosyjska bokserka, olimpijka, srebrna i brązowa medalistka mistrzostw świata, brązowa medalistka mistrzostw Europy.

## Kariera
W 2014 roku została wicemistrzynią świata w Czedżu w kategorii do 69 kg, przegrywając w finale z Panamką Atheyną Bylon. Dwa lata później w Sofii zdobyła brązowy medal mistrzostw Europy po porażce w półfinale z Azerką Yeleną Vıstropovą.
W październiku 2019 roku zdobyła brązowy medal podczas mistrzostw świata w Ułan Ude. W półfinale przegrała poprzez decyzję sędziów 2:3 z Turczynką Busenaz Sürmeneli.